# 985
985(구백팔십오)는 984보다 크고 986보다 작은 자연수다.

## 수학
- 합성수로, 그 약수는 1, 5, 197, 985다. 진약수의 합은 203이므로, 985는 부족수다.
- {\displaystyle 985=317+331+337}
  - 연속하는 세 소수(素數)의 합으로 나타낼 수 있는 가장 큰 세 자리 수다. 이 성질을 지닌 앞의 수는 961, 다음 수는 1015다.
- {\displaystyle 985=12^{2}+29^{2}=16^{2}+27^{2}}
  - 두 자연수의 제곱합으로 나타내는 방법이 두 가지인 수다.
- {\displaystyle 985=5^{2}+6^{2}+7^{2}+8^{2}+9^{2}+10^{2}+11^{2}+12^{2}+13^{2}+14^{2}}
  - 연속하는 자연수 10개의 제곱합으로 나타낼 수 있으며, 이 성질을 지닌 앞의 수는 805, 다음 수는 1185다.

## 과학
- NGC 985(영어판): 고래자리 방향에 있는 고리은하.

## 문화유산
- 대한민국의 보물 제985호: 청주 용화사 석조불상군

## 방송
- 지니 TV의 캐리TV 채널 번호.
- B tv의 KBS N 스포츠 채널 번호.
- B tv 케이블의 SPOTV 프라임플러스 채널 번호.

## 기타
- 연도: 985년, 기원전 985년
- 985 공정: 중국 중앙 정부의 고등 교육 개발 및 후원 계획.